# Federazione calcistica del Canada
La Canadian Soccer Association (CSA) è l'organo ufficiale di regolamentazione e di governo dell'attività calcistica in Canada.
Ad essa è demandata la gestione delle nazionali di calcio canadesi maschile e femminile e della coppa nazionale, il Canadian Championship; inoltre, di concerto con la contigua U.S. Soccer Federation, assicura il corretto svolgimento dei campionati calcistici nordamericani, primi tra tutti la Major League in ambito maschile e la W-League in quello femminile.
La federazione ha sede a Ottawa (Ontario).

## Storia
Fin dalla metà del XIX secolo il calcio era praticato in Canada. Si hanno notizie di un incontro avvenuto a Toronto nel 1859 tra una squadra locale e una di immigrati irlandesi, di uno avvenuto a New Westminster nel 1862 e uno a Victoria nel 1865. Non è chiaro con quali regole le suddette partite si fossero disputate: è tuttavia certa la data del 1876, anno in cui si giocò, sempre a Toronto, il primo documentabile incontro con le regole moderne.
I rudimenti di una federazione calcistica in Canada si ebbero nel 1880, quando fu formata un'associazione chiamata Western Football Association (WFA), nata con lo scopo di promuovere la disciplina nell'Ontario sud-occidentale; negli anni, alla WFA si associarono numerosi club provenienti da quella zona. Nel 1885 alcune squadre affiliate alla WFA si recarono negli Stati Uniti per giocare alcuni incontri nel New Jersey contro team della - ancora ufficiosa - American Football Association. Vi fu anche un incontro non ufficiale tra squadre internazionali: una selezione canadese sconfisse a Newark per 1-0 quella statunitense, in quello che fu il primo incontro tra nazionali disputato sul territorio nordamericano. La ripetizione dell'incontro, avvenuto un anno dopo sullo stesso terreno, vide gli statunitensi prevalere 3-2, inaugurando la consuetudine di incontrarsi una volta all'anno, talora in Canada, talora negli Stati Uniti.
Il 19 marzo 1896 nacque un'associazione nella provincia di Manitoba, la Manitoba Football Association, mentre nel 1901 si formò la Ontario Football (oggi Soccer) Association, che diede vita alla Ontario Cup. Nel 1904 un team canadese, il Galt, vinse la medaglia d'oro al torneo calcistico dei Giochi Olimpici di St. Louis, contro due squadre statunitensi; nel 1906 e nel 1911 nacquero altre due federazioni, rispettivamente nel Saskatchewan e nel Québec.
Il 24 maggio 1912 le varie federazioni sparse per tutto il territorio canadese si riunirono a Toronto e diedero vita alla Dominion of Canada Football Association (DFA), federazione nazionale che chiese e ottenne il riconoscimento della FIFA nel 1913, contemporaneamente alla nascita della United States Football Association, poi U.S. Soccer Federation. Tra i primi atti della neonata federazione nazionale, l'istituzione della Coppa nazionale canadese, la Open Canada Cup. Nel 1924 la nazionale canadese giocò il suo primo incontro ufficiale, contro l'Australia a Brisbane, venendo sconfitta per 3-2.

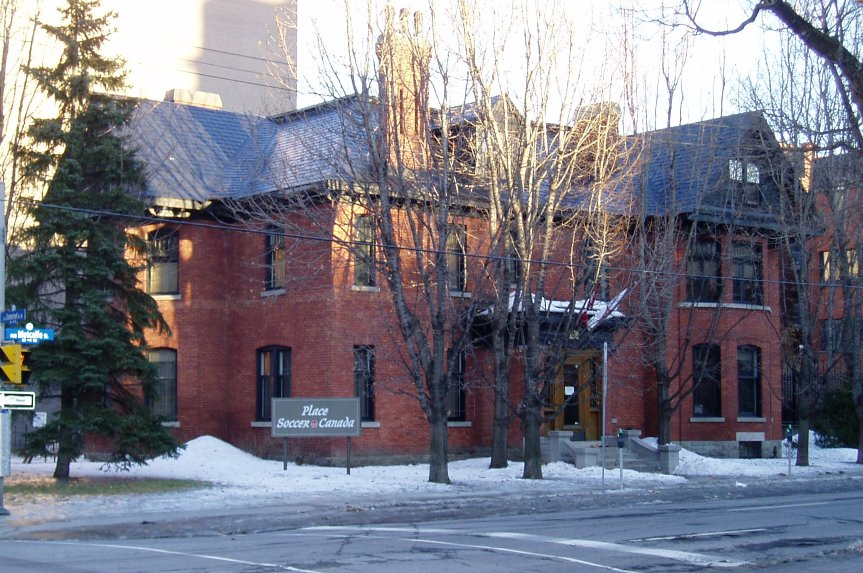
La sede della CSA a Ottawa

La DFA uscì dalla FIFA nel 1928, seguendo l'esempio delle federazioni britanniche (in primis la Football Association inglese), per controversie legate ai rimborsi e allo status dei calciatori dilettanti. Robert McDonald divenne in quello stesso anno il primo calciatore canadese a essere ingaggiato oltreoceano, per gli scozzesi del Rangers. Tre anni dopo, il portiere Joe Kennaway, di Montréal, firmò per l'altra squadra di Glasgow, il Celtic.
Negli anni trenta la Grande depressione portò il sistema - calcio canadese sull'orlo della bancarotta. Solo pesanti interventi finanziari da parte del presidente della DFA Len Peto impedì il fallimento della federazione.
Negli anni cinquanta, dopo il rientro nella FIFA che faceva seguito a quello già intrapreso dalle federazioni britanniche, la federazione canadese (nel frattempo divenuta Canadian Soccer Association) prese parte per la prima volta alle qualificazioni di un torneo ufficiale, quelle per il campionato del mondo 1958 in Svezia. Il girone nordamericano dei canadesi comprendeva Messico e Stati Uniti: a Toronto il match con gli USA terminò 5-1, e anche il ritorno a St. Louis vide i canadesi prevalere 3-2. Per venire incontro al Messico, la cui squadra per problemi economici non poteva effettuare la trasferta in Ontario, i canadesi accettarono di giocare entrambe le partite di andata e ritorno a Città del Messico, vinte entrambe dai locali per 2-0 e 3-0. Furono così i messicani a qualificarsi per la Svezia.
Fu per il campionato del mondo 1986 che il Canada riuscì, per la prima volta nella sua storia, a qualificarsi per la fase finale di un torneo mondiale. L'avventura terminò dopo le tre partite di prima fase, sebbene con passivi tutto sommato contenuti (0-1 contro la Francia, 0-2 contro Ungheria e Unione Sovietica). Nel 1999 la nazionale femminile si qualificò per la prima volta per la fase finale del campionato del mondo, nella cui edizione del 2003 conquistò il quarto posto finale. Sia la nazionale maschile che quella femminile sono stati una volta ciascuno campioni nordamericani della CONCACAF avendo vinto il campionato continentale di categoria (la CONCACAF Gold Cup) rispettivamente nel 2000 e nel 1998.
Tra il giugno e il luglio del 2007 il Canada ha ospitato la XVI edizione del campionato mondiale under-20.

## Lista dei presidenti
| N. | Nome                 | Periodo      |
| -- | -------------------- | ------------ |
| 1  | Fred Barter          | 1912         |
| 2  | Tom Watson           | 1913         |
| 3  | Edward Bailey Fisher | 1914         |
| 4  | Hugh Craig Cambell   | 1915–1919    |
| 5  | Tom Guthrie          | 1919         |
| 6  | Dan McNeil           | 1920–1921    |
| 7  | John Easton          | 1922–1925    |
| 8  | John Russell         | 1925–1931    |
| 9  | Tom Holland          | 1931–1932    |
| 10 | Charles Smail        | 1932–1934    |
| 11 | Len Peto             | 1935–1938    |
| 12 | Tom Elliot           | 1939–1940    |
| 13 | Fred Crumblehulme    | 1946–1947    |
| 14 | Robert Walker        | 1947         |
| 15 | Otis Todd            | 1947–1949    |
| 16 | Charles Pinnell      | 1949–1953    |
| 17 | Ernest Campbell      | 1953         |
| 18 | Jock Hendry          | 1954–1956    |
| 19 | Arthur Arnold        | 1957         |
| 20 | Victor Hagen         | 1958–1960    |
| 21 | Patrick Nolan        | 1961–1962    |
| 22 | Dave Fryatt          | 1963–1964    |
| 23 | Bill Simpson         | 1965–1968    |
| 24 | Aubrey Sanford       | 1969–1971    |
| 25 | John Barnes          | 1972–1973    |
| 26 | Bill Stirling        | 1973–1981    |
| 27 | Jim Fleming          | 1982–1985    |
| 28 | Fred Stambrook       | 1986–1991    |
| 29 | Terry Quinn          | 1992–1997    |
| 30 | Andy Sharpe          | 2001–2005    |
| 31 | Colin Linford        | 2006–2007    |
| 32 | Dominic Maestracci   | 2008–2012    |
| 33 | Victor Montagliani   | 2012–2017    |
| 34 | Steve Reed           | 2017–present |